# Diddy – Dirty Money
Diddy — Dirty Money — американская музыкальная группа, состоящая из её основателя Diddy, а также Доун Ричард и Каленны Харпер.

## Дискография
- 2010 — Last Train to Paris

## Видеоклипы
- 2009 — «Angels»
- 2009 — «Love Come Down»
- 2010 — «Angels» (ремикс) (при участии Rick Ross)
- 2010 — «Hello Good Morning» (при участии T.I. и Rick Ross)
- 2010 — «Hello Good Morning» (ремикс) (при участии Rick Ross и Nicki Minaj)
- 2010 — «Loving You No More» (при участии Drake)
- 2010 — «Coming Home» (при участии Skylar Grey)
- 2010 — «Ass On The Floor» (при участии Swizz Beatz)
- 2010 — «Someone To Love Me»
- 2010 — «I’m on You» (Тимати при участии Diddy — Dirty Money)
- 2011 — «I Hate That You Love Me»
- 2011 — «Yesterday» (при участии Chris Brown)
- 2011 — «Your Love» (при участии Rick Ross и Trey Songz)
- 2011 — «Looking For Love» (при участии Usher)